# Richard Jefferson
Richard Allen Jefferson (* 21. Juni 1980 in Los Angeles, Kalifornien) ist ein US-amerikanischer Basketballspieler, der von 2001 bis 2018 in der nordamerikanischen Profiliga NBA aktiv war.

## Karriere
Nachdem Jefferson einige Jahre für die Basketballmannschaft der University of Arizona gespielt hatte, wurde er im NBA Draft 2001 von den Houston Rockets an der insgesamt 13. Stelle ausgewählt. Jedoch wurde er durch einen Tausch des Draft-Picks zu den New Jersey Nets transferiert. Somit bestritt er seine erste Saison für die Nets. In jenem Jahr wurde er in das NBA All-Rookie Second Team berufen. In der Saison 2001/02 und 2002/03 erreichte er mit den Nets die NBA-Finals, wo man jedoch an den Los Angeles Lakers, beziehungsweise den San Antonio Spurs scheiterte. 
2004 gewann er mit der Nationalmannschaft der Vereinigten Staaten bei den Olympischen Spielen die Bronzemedaille. In die Saison 2004/05 startete er äußerst verheißungsvoll, als er nach den ersten 33 Spielen bei einem Schnitt von 22,2 Punkten, 7,3 Rebounds und 4 Assists pro Spiel hielt, jedoch fiel er nach einem Foul von Chauncey Billups für die restliche 49 Spiele in der regulären Saison aus. Jefferson legte in der Saison 2007/08 seine beste Saison hin, als er 22,6 Punkte pro Spiel erzielte. Dennoch wurde er am 26. Juni 2008 zu den Milwaukee Bucks für Yi Jianlian und Bobby Simmons transferiert.
Nach einem Jahr in Milwaukee, in dem er 19,6 Punkte pro Spiel erzielte, wurde Jefferson am 23. Juni 2009 für Fabricio Oberto, Kurt Thomas und Bruce Bowen zu den San Antonio Spurs transferiert. Bei den Spurs war Jefferson nicht mehr die erste oder zweite Angriffsoption, war dennoch der startende Small Forward für die kommenden Jahre.
Am 15. März 2012 wurde er für Stephen Jackson nach Oakland zu den Warriors transferiert. Bei den Warriors konnte Jefferson nicht mehr an vergangene Jahre anknüpfen. Die Saison 2012/13 schloss er mit 3,1 Punkten und 1,5 Rebounds ab, die damit seine schlechteste war.
Am 10. Juli 2013 wurde Jefferson gemeinsam mit Brandon Rush und Andris Biedrins zu den Utah Jazz transferiert. Bei den Jazz erhielt Jefferson wieder mehr Spielzeit und startete in 78 von 82 Spielen. Dabei brachte er es auf 10,1 Punkte und 2,7 Rebounds pro Spiel.
Am 13. Juli 2014 unterzeichnete er einen Einjahresvertrag bei den Dallas Mavericks.
Zur Saison 2015/16 wechselte er zu den Cleveland Cavaliers. Am 19. Juni 2016 konnte er sich mit den Cavaliers in Spiel 7 der NBA Finals die Meisterschaft gegen die Warriors sichern.
Am 17. Oktober 2017 wechselte Jefferson zu den Denver Nuggets. Die Saison 2017/18 sollte seine letzte Saison als Spieler in der NBA gewesen sein. 
Kurz vor dem Start der Saison 2018/19 verkündete Jefferson seinen Rücktritt als aktiver Basketballspieler; im Juli 2019 revidierte er diese Entscheidung jedoch wieder.

## Erfolge
- 2016: NBA-Champion

## Sonstiges
- Jefferson war mit dem Fotomodell Teresa Lourenco verheiratet.
- Sein Spitzname, den er sich auch auf seine Schulter tätowieren ließ, ist RJ.